# Топор (фильм)
«Топор» (англ. Hatchet) — американский фильм ужасов режиссёра Адама Грина в жанре комедийного слэшера. Первый фильм одноимённой тетралогии. Премьера фильма состоялась 27 апреля 2006 года. В США фильм собрал $ 155 873, из них в первый уик-энд проката $ 100 358.

## Сюжет
В прологе фильма отец и сын ловят на болотах Луизианы аллигаторов, после чего становятся жертвами некого маньяка-убийцы. Немногим позднее в Новый Орлеан приезжают Бен и Маркус вместе со своей компанией для того, чтобы отдохнуть и расслабиться на местном фестивале Марди Гра. Однако совсем недавно Бен расстался со своей девушкой, из-за чего его не покидает мрачное настроение, а попытки развеселиться на фестивале ни к чему не приводят. Тогда компания решает съездить в экскурсию по болотам со странным гидом-китайцем. Помимо них в экскурсию едут пожилая пара, мужчина с двумя девушками, а также одинокая девушка Мерибет.
В ходе экскурсии компания на катере застревает посреди болот, как раз возле дома местного отшельника. Вскоре выясняется, что неразговорчивая Мерибет отправилась с группой туристов на поиски отца и брата, недавно бесследно исчезнувших в местных болотах. Мерибет рассказывает туристам страшную историю о трагической гибели уродливого сына хозяина дома по имени Виктор Кроули в результате злой шутки компании местных подростков. Они встречают Виктора Кроули, перебравшись на берег. Несмотря на то, что у Мерибет был пистолет, убить маньяка оказалось невозможно. Застреленный девушкой Виктор упал, и все решили, что с чудовищем покончено. Но живучий урод Кроули методично и жестоко расправляется с беззащитными туристами, используя топор, болгарку, собственные руки и железный прут, вырванный из ограды заброшенного соседнего кладбища. В финале в живых остаются только Мерибет и Бен. Но когда они плывут на лодке, Мерибет падает в воду. Она видит в воде руку Бена и хватается за неё, но это Виктор Кроули, стоящий в лодке, держит отрубленную руку Бена.

## В ролях
| Актёр            | Роль                              |
| ---------------- | --------------------------------- |
| Кейн Ходдер      | Томас Кроули, отец Виктора Кроули |
| Тамара Фельдман  | Мерибет Данстон                   |
| Джоэл Дэвид Мур  | Бен                               |
| Деон Ричмонд     | Маркус                            |
| Мерседес Макнаб  | Мисти                             |
| Парри Шен        | гид Шон                           |
| Тони Тодд        | преподобный Зомби                 |
| Джоэль Мюррей    | Даг Шапиро                        |
| Роберт Инглунд   | Самсон Данстон (отец)             |
| Джошуа Леонард   | Эйнсли Дантсон (сын)              |
| Рилеа Вандербилт | Виктор Кроули (в детстве)         |

## Производство
При работе над фильмом его создатели заявляли, что фильм будет отличаться качествами, характерными для ранних американских слэшеров, таких как серия фильмов Пятница, 13-е.